# محمدحسن امیرافشاری
محمدحسن خان امیرافشاری از خوانین و مالکان زنجان و نماینده این شهرستان در مجلس شورای ملی بود.
پدرش محمدعلی خان صارم‌السلطان پسر محمدحسن خان امیرافشار (معروف به جهانشاه خان) پسر حسنعلی خان سردار فاتح بود که سران تیره قاسملو ایل افشار و مالکان بزرگ زنجان بودند. محمدحسن خان در سال‌های ۱۳۲۴ و ۱۳۲۵ خورشیدی که فرقه دموکرات آذربایجان بر زنجان مسلط شد، با نیروهای فرقه که فرماندهی‌شان را غلام یحیی دانشیان در دست داشت، مدتها مبارزه مسلحانه کرد.
محمدحسن خان در سال ۱۳۲۸ خورشیدی در انتخابات دوره شانزدهم مجلس شورای ملی با کسب ۲۶۲۱۹ رأی از مجموع ۴۴۲۳۲ رأی که در حوزه انتخابیه زنجان به صندوق‌ها ریخته شد، به نمایندگی انتخاب شد. در دوره بعد نیز کرسی خود را حفظ کرد. برادرش منوچهر خان در دوره بیستم و برادر دیگرش جهانشاه خان در دوره ۲۴ (آخرین دوره مجلس شورای ملی) نماینده زنجان بودند.